# هربرت باد
هربرت باد (انگلیسی: Herbert Budd؛ ۲۶ فوریه ۱۹۰۴ – ۱۹۷۹ (۷۴−۷۵ سال)) بازیکن فوتبال اهل بریتانیا بود.
از باشگاه‌هایی که در آن بازی کرده‌است می‌توان به باشگاه فوتبال اکستر سیتی، باشگاه فوتبال بث سیتی، باشگاه فوتبال تورکی یونایتد، و باشگاه فوتبال کترینگ تاون اشاره کرد.